# Nathan von Gaza

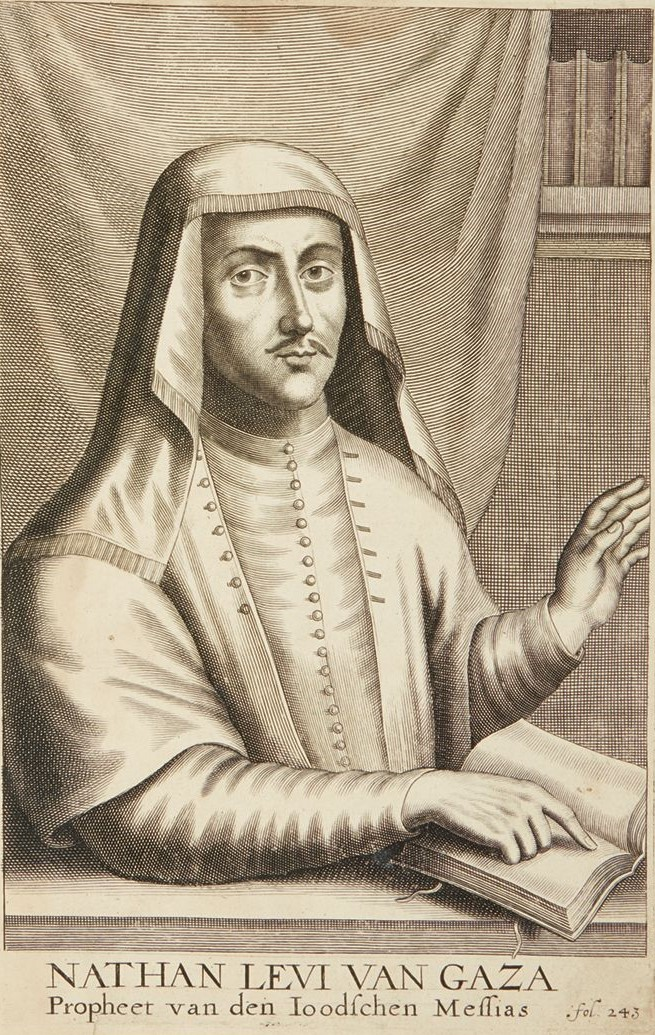
Nathan von Gaza. Aus der Jewish Encyclopedia 1906

Nathan von Gaza (Nathan Benjamin ben Elisha ha-Levi Ghazzati, hebräisch נתן העזתי) (geboren 1643 in Jerusalem; gestorben 1680 in Skopje) war ein jüdischer Religionsphilosoph des 17. Jahrhunderts, der vor allem als Prophet für den angeblichen Messias Schabbtai Zvi bekannt wurde.

## Leben
Nathan hatte nach Studien an örtlichen Jeschiwot Jerusalem verlassen und sich in Gaza niedergelassen, denn dort befand sich ein weiteres Zentrum für jüdische Gelehrsamkeit. Er unterwarf sich häufig selbstauferlegtem Fasten und längeren Phasen der Selbstisolation. Dadurch erlangte er Zustände der Trance. Dabei soll er bereits vor seiner ersten Begegnung mit Schabbtai Zvi eine Eingebung enthalten haben, wonach dieser der Messias sei. Nathan galt in der örtlichen jüdischen Gemeinde als Person mit einer besonderen Gabe, Menschen zu heilen und ihre Zweifel zu erkennen. Für die Heilung riet er zu Fasten und zur Lesung der von ihm verfassten Gebete, dabei berief er sich auf kabbalistische Erwägungen kosmischer Kräfte. Der US-amerikanische Rabbiner Chaim Potok verteidigt Nathan gegen den Vorwurf der Scharlatanerie und betont seine tadellose Lebensführung, respektierte Stellung und hohe Bildung.